# Tanzánia
Tanzánia vagy hivatalosan Tanzániai Egyesült Köztársaság (szuahéli: Jamhuri ya Muungano wa Tanzania) Magyarországnál több mint tízszer nagyobb ország Kelet-Afrika indiai-óceáni partvidékén. Északnyugaton Ugandával határos; Kenya északkeletre; az Indiai-óceán keletre fekszik; délen Mozambik és Malawi, délnyugatra Zambia, míg Ruanda, Burundi és a Kongói Demokratikus Köztársaság nyugatra fekszik tőle. A Kilimandzsáró, Afrika legmagasabb hegye az ország északkeleti részén, a kenyai határ közelében található.
Két „fővárosa” van: a történelmi főváros, Dar es-Salaam, amely a gazdasági és kereskedelmi központja, és Dodoma, ahová a kormány az 1970-es években áthelyezte a fő igazgatási szerveket, és a törvényhozás központja.
Az országban több mint száz nyelvet beszélnek, így Kelet-Afrika nyelvileg legváltozatosabb országa. Az országnak de jure nincs hivatalos nyelve, bár a nemzeti nyelv a szuahéli. Emellett az angolt használják a külkereskedelemben, a diplomáciában, a felsőbb bíróságokon, valamint oktatási nyelvként a közép- és felsőoktatásban; míg Zanzibáron leginkább az arabot beszélik.

## Etimológia
Az ország két szövetségi állama egykor brit mandátumterület volt: Tanganyika néven.
1961-ben nyerte el függetlenségét és 1964-ben egyesült Zanzibárral. A neve erre utal: Tan + Zan + a latinos ia-képző.

## Földrajz

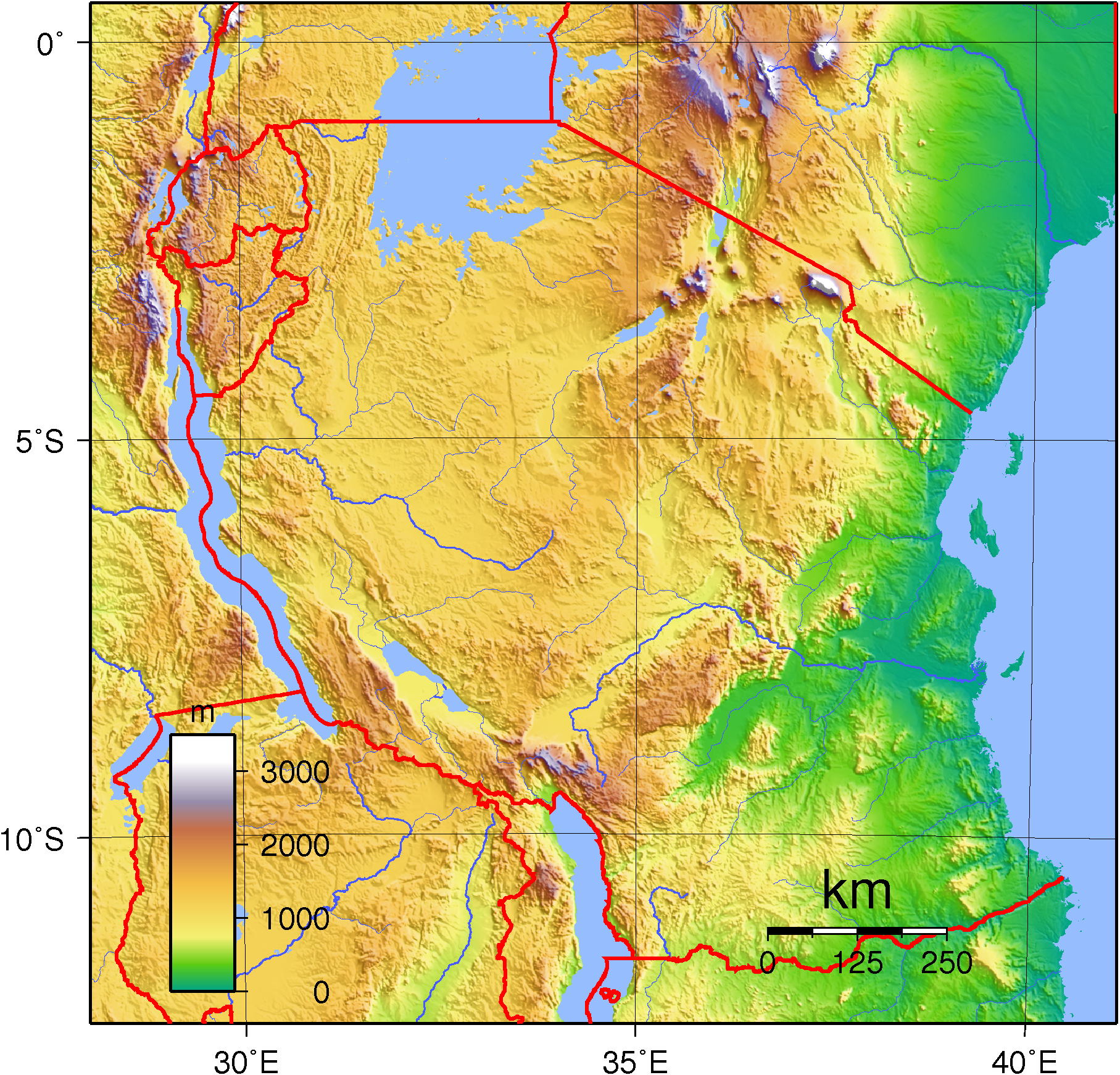
Domborzati térkép
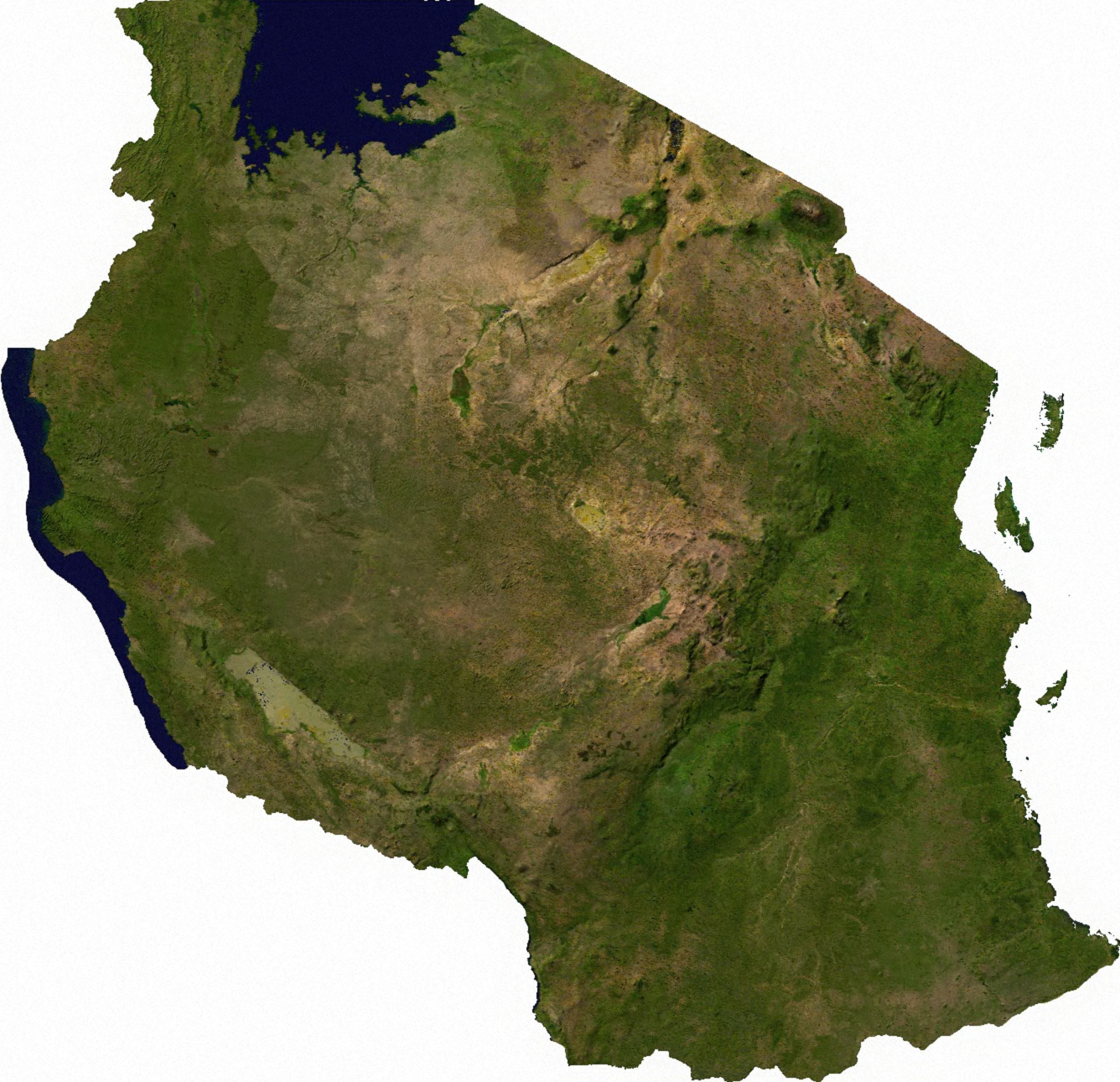
Műholdas kép
Térkép magyar helynevekkel

### Domborzata
Felszínének zömét a kelet-afrikai-magasföld hullámos szavannája uralja. A fennsíkból északon hatalmas vulkánok emelkednek ki, amelyek közül a Kilimandzsáró hegység csúcsa, a Kibo (Uhuru) Afrika legmagasabb pontja is.
Az 1000-1300 méter magas fennsíkból nyugaton éles törésvonal mentén, meredeken szakad le a Közép-afrikai árokba, amelynek délen szerteágazó törésvonalai mentén lávatakarók terülnek el, illetve nagyrészt már kialudt vagy szunnyadó tűzhányók magasodnak. A Közép-afrikai árok nyugati oldalán alakult ki a Föld egyik legnagyobb kalderája: a Ngorongoro átlagosan 700 m magas peremei 326 km²-es síkságot öveznek. A magasföld keleti oldala fokozatosan ereszkedik le az Indiai-óceánt kísérő, dél felé szélesedő sík és dombvidékre. A kristályos alapkőzet tönkjéből élesen elkülönülő szigethegységek emelkednek ki (Usambara-hegység, 2462 m; Uluguru-hegység, 2552 m).
A tengerpartot korallzátonyok és kisebb-nagyobb korallszigetek szegélyezik.

### Vízrajza
A Kelet-afrikai-árok vonalában található a Nyasza- (Malawi-) és a Tanganyika-tó. A Viktória-tó vízgyűjtő területének vizei végső soron a Níluson át a Földközi-tengerbe jutnak, míg az ország nagy része az Indiai-óceán vízgyűjtő területe.
Leghosszabb folyói – a Pangani, a Rufidzsi (Rufiji) és a déli határt követő Ruvuma – az Indiai-óceán felé tartanak. Nem hajózhatók, zuhatagos szakaszaik vízenergia-tartaléka nagy.
A magasföld és az árkok egyes részei lefolyástalanok. A mellékárokban levő Rukwa-tó és a K-afrikai-árokban mélyülő néhány kisebb tó (Nátron-, Manyara- és Eyasi-tó) enyhén sós vizű.

### Éghajlata

Éghajlati térkép a Köppen-osztályozáson (angol)

Tanzánia változatos földrajzi jellemzői változatos éghajlati feltételekkel párosulnak. A fennsíkokra a trópusi éghajlat a jellemző,de a tszf. magasság miatt nagy részén elég hűvösek az éjszakák. Az Indiai-óceán partszakaszán forró, párás, trópusi klíma van, amelyet némiképp enyhít a tenger közelsége. Az ország északkeleti hegyi lankáin azonban szinte egész évben mérsékelt éghajlat van.
A magasföld és a vulkáni kúpok keleti, délkeleti lejtői évi 1500-2000 mm csapadékot kapnak. A fennsík mélyebben fekvő részei és a kelet-afrikai-árok azonban szárazak (évi átl. csapadék 400–800 mm). Tanzánia nagy részén egy esős évszak van (nov.-ápr/máj.), de északon megfigyelhető kettős csapadékmaximum.

### Élővilág, természetvédelem
Növényzete változatos. A tengerpartot mangrovemocsarak, illetve pálmaligetek kísérik. Az ország belsejében a csapadékviszonyoknak megfelelően száraz, rövid füvű, bozótos vagy hosszú füvű szavanna (a legnagyobb kiterjedésű természetes állományok, például a Serengeti Nemzeti Park) és 15–20 m magas, laza lombkoronájú, főként lombhullató pillangósvirágú fákból álló szavannaerdők vannak. A gyepszintet főként homokfű, fenyérfű, tőtipan alkotja. A zárt gyepet ernyő alakú selyemakác és akácia csoportjai, nyálkafa, balzsamfa, majomkenyérfa szakítják meg.
Trópusi esőerdők csak a magashegységek (Kilimandzsáró, Meru, Uluguru-hegység) oldalain nőnek. A hegylábakon 500–700 m magasságig zárt, lombhullató erdők, felettük síkvidéki esőerdők, 1500–1700 m magasságon hegyi esőerdők, feljebb alacsonyabb köderdők vannak. 3000 m körül bambuszosok, törpeerdők váltakoznak, felettük hangafélék alkotta havasi cserjések díszelegnek. 4000 m felett száraz, hideg sivatagi, félsivatagi növényzet van.
Állatvilága egyedülállóan gazdag, megóvására világhírű nemzeti parkokat hoztak létre. Sehol máshol a Földön nem látható ennyi gnú, zebra és antilop - és a Tanzániára jellemző síkságok megkönnyítik a vadvilág szemlélését. Elefánt-, bivaly-, víziló- és csimpánz állománya is a világ legnagyobbjai közé tartozik.

#### Nemzeti parkjai

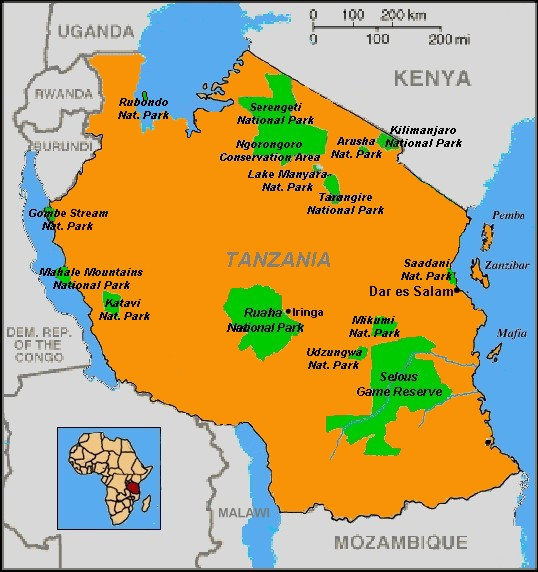
Tanzánia nemzeti parkjai

A terület gazdag állatvilágát nemzeti parkok és más védett területek védik.
- Arusha Nemzeti Park
- Gombe Nemzeti Park
- Kilimandzsáró Nemzeti Park
- Manyara-tó Nemzeti Park
- Serengeti Nemzeti Park

#### Természeti világörökségei
- Kilimandzsáró Nemzeti Park
- Ngorongoro Természetvédelmi Terület
- Serengeti Nemzeti Park
- Selous Vadrezervátum

## Történelme
A Kr. e. 2-1. évezred fordulóján kusita csoportok, az ezredfordulón bantuk (Ny-Afrika felől), a Kr. e. 1. évezred vége felé legeltető állattenyésztéssel foglalkozó nílusi népek (É felől) csoportjai vándoroltak a mai ország területére.
A partvidéken és a közeli szigeteken a Kr. u. 1. évezred első felében városi jellegű települések, majd kisebb (szuahéli) városállamok és köréjük szerveződő kisebb fejedelemségek jöttek létre (Pemba, Kilva stb.). Ezek a 10-12. század folyamán felvették az iszlám hitet. A szárazföld belsejében élő népek továbbra is törzsi-nemzetségi keretek között éltek, amelyek felbomlása csak a 18-19. század fordulóján kezdődött meg.
Az ország partvidékét az európaiak közül a portugálok fedezték fel a 16. század elején. Zanzibár ekkor az arabok kezén volt már. A portugálokat a 17. század végén Omán szorította ki. A 18. században a Kelet-afrikai partvidék fokozatosan a zanzibári szultán (Omán vazallusa) uralma alá került.
1889-ben a németek gyarmatosították az országot Német Kelet-Afrika néven. Az első világháború után a Népszövetség brit mandátumterületté tette. (Kivéve egy kis területet északnyugaton, amelyet Belgiumhoz csatoltak és később abból lett Ruanda és Burundi).
A brit uralom 1961-ben viszonylag békés körülmények között ért véget, különösen, ha a szomszédos Kenyához hasonlítjuk. A függetlenné válás időszakának vezető államférfija Julius Nyerere volt. Eredetileg tanár volt, amikor az 1950-es évek elején belépett a politikai életbe. 1953-ban őt választotta elnökévé a Tanganyikai Afrikai Szövetség (TAA), mely egy civil szervezet volt, amelyben a közszolgálat dolgozói domináltak. A TAA 1954-ben átalakult, utódja, a Tanganyikai Afrikai Nemzeti Unió (TANU) politikai párt volt. A TANU fő célja Tanganyika nemzeti szuverenitásának kivívása volt. Tagtoborzó kampányt indított, és egy éven belül a TANU volt az ország fő politikai szervezete. Nyerere 1960-ban a brit igazgatás alatt álló Tanganyikában lett első miniszter, ezt a tisztségét megtartotta 1961-ben, amikor Tanganyika hivatalosan független ország lett.
Nyerere röviddel a függetlenség kivívása után, első elnöki időszakában, az arushai nyilatkozatban balra fordult, elkötelezte magát a pánafrikai szocializmus, a társadalmi szolidaritás, a kollektív áldozat és az „ujamaa” (családiasság) mellett. A nyilatkozat után államosították a bankokat és az ipari nagyüzemeket.
Amikor a szomszédos Zanzibárban a balos zanzibári forradalom megfosztotta trónjától a szultánt és az ország 1963-ban függetlenné vált, a sziget Tanganyikához csatlakozott és 1964. április 26-án új ország keletkezett, Tanzánia. A két, addig különálló állam unióját sok zanzibári vitatta (köztük olyanok is, akik egyebekben a forradalom hívei voltak), de elfogadta mind Nyerere kormánya, mint a Zanzibári Forradalmi Kormány, mint saját értékeinek és céljainak megvalósulását.
Az 1970-es évek végén esett Tanzánia termékeinek ára, miközben a kőolaj ára emelkedett. Ez Tanzánia gazdaságát nehéz helyzetbe hozta. Tanzánia a kommunista Kínához igazodott, attól remélve segítséget szociális vállalkozásaihoz. A kínaiak gyors segítséget nyújtottak, de csaknem minden általuk támogatott beruházást importált kínai munkaerővel építettek fel. Ugyanekkor Tanzániában erőszakos módon hoztak létre nagy szövetkezeti gazdaságokat, amelynek eredménye a mezőgazdaság hatékonyságának romlása, csökkenő termésmennyiség lett. A kollektivizálás következtében Tanzánia a nehezen élő farmerek országából az éhező szövetkezeti parasztok földje lett. Az 1980-as években az országban a gazdasági válság következtében zűrzavar uralkodott el, a társadalmi igazságosság célja egyre illuzórikusabbá vált, terjedt a felismerés, hogy a szocializmus felépítése nem lehetséges. Ugyan a döntés mélységesen népszerűtlen volt, de a tanzániai kormány az 1980-as évek közepén feltételekhez kötött hiteleket vett fel a Nemzetközi Valutaalaptól. „Strukturális átalakításra” vállalkoztak. A feltételek között szabott határidők voltak az állami szektor majdnem teljes felszámolására (az Afrikában szokásos mérték alá), a pénzügyi és mezőgazdasági piac deregulációjára.
1978-ban fegyveres konfliktus tört ki Uganda és Tanzánia között.
Az 1980-as évek közepétől a korai 1990-es évekig Tanzánia nemzeti összterméke (GDP) lassan nőtt, miközben a szegénység elmélyült.
1995-ben tartottak első ízben szabad választásokat.

## Politika és közigazgatás

### Alkotmány, államforma
Az ország elnöki rendszerű köztársaság. Az alkotmányt 1992-ben módosították.

### Törvényhozás, végrehajtás, igazságszolgáltatás

#### Elnökök
- 1964. október 29. – 1985. november 5.: Julius Nyerere
- 1985. november 5. – 1995. november 23.: Ali Hassan Mwinyi
- 1995. november 23. – 2005. december 21.: Benjamin Mkapa
- 2005. december 21. – 2015. november 5.: Jakaya Kikwete
- 2015. november 5. – 2021. március 17.: John Magufuli
- 2021. március 19. óta Samia Suluhu Hassan

### Jogállamiság
A parlament sokat veszített korábbi erejéből és függetlenségéből, és a végrehajtó hatalom (kormány) eszközévé vált a fékek és ellensúlyok szerveként betöltött szerepének rovására.
Míg a hatalmi ágak szétválasztását az alkotmány rögzíti, a valóságban a végrehajtó hatalom dominál, és sem a törvényhozás, sem az igazságszolgáltatás nem igazán független. Bár Tanzánia viszonylag jól szervezett országként jellemezhető, a közigazgatás hajlamos az eredménytelenségre.
A közpénzek elsikkasztása és a korrupció jellemző a politikai és közigazgatási életben. A politikai befolyás és a korrupció, főleg az alacsonyabb szintű bíróságokon, korlátozza az igazságszolgáltatás függetlenségét.

### Emberi jogok
Tanzániában a homoszexualitás illegális, amelyért akár életfogytiglani börtönbüntetés is járhat. A Pew Research Center 2007-es felmérése szerint a tanzániaiak 95 százaléka úgy gondolta, hogy a homoszexualitást nem szabad elfogadnia a társadalomnak.
A törvények többnyire előírják az emberek egyenlőségét. Vannak azonban olyan diszkriminatív törvények, mint például az öröklési és házassági törvények, amelyek hátrányosan különböztetik meg a nőket.

### Közigazgatási beosztás
2016-ban Tanzánia harmincegy régióra (mkoa) oszlik.

Tanzánia régiói

|  | - Arusha - Dar es Salaam - Dodoma - Iringa - Kagera - Kigoma - Kilimandzsáró - Lindi - Manyara - Mara - Mbeya - Morogoro - Mtwara - Mwanza | - Pemba North - Pemba South - Pwani - Rukwa - Ruvuma - Shinyanga - Singida - Tabora - Tanga - Zanzibar Central - Zanzibar North - Zanzibar Urban |

### Védelmi rendszer
Védelmi kiadások: GDP 1,14%-a (2016).
A Tanzániai népi hadsereg (Jeshi la Wananchi la Tanzania, JWTZ) felépítése:
- Szárazföldi hadsereg
- Tengeri haderő (ide tartozik a parti őrség is)
- Légierő
- Nemzeti gárda  (2007 óta)

## Népesség

### Népességének változása
| Lakosok száma | 10 074 490 | 12 038 204 | 14 504 939 | 17 556 181 | 21 183 696 | 26 337 403 | 31 586 039 | 36 760 831 | 43 639 752 | 61 741 120 |
|               | 1960       | 1966       | 1972       | 1978       | 1984       | 1991       | 1997       | 2003       | 2009       | 2022       |

### Általános adatok
Népesség növekedési ráta:
2,79% (2015, becslés)
Városi lakosság 2015-ben: a teljes népesség 31,6%-a.
Nemek aránya (2008):
- születéskor: 1,03 férfi/nő
- 15 év alatt: 1 férfi/nő
- 15-64 év között: 0,97 férfi/nő
- 65 év felett: 0,78 férfi/nő
- teljes népesség: 0,98 férfi/nő

Várható átlagéletkor (2008):
- teljes népesség: 51,45 év

### Etnikai megoszlás
A lakosság etnikailag vegyes, legnagyobbrészt különféle bantu nyelvű törzsekhez tartozik.
Legnagyobb számban szukumák élnek itt (12%). További főbb népcsoportok: a Kilimandzsáró déli lejtőin csaggák, illetve nyamvezik, kondék, haják. A pásztorkodó hamita és nilóta törzsek (pl. maszaik) a lakosság 5%-át alkotják. A tengerparton és a nagyobb városokban indiaiak, arabok és európaiak is élnek, számuk azonban elenyésző.

### Nyelvi megoszlás
Tanzániában több mint 100 különböző nyelvet beszélnek, így ez Kelet-Afrika nyelvileg legváltozatosabb országa.
A lakosság túlnyomó zöme a bantu nyelvek valamelyikét használja.
Az országnak de jure nincs hivatalos nyelve, bár a nemzeti nyelv a szuahéli. A lakosok körülbelül 10%-a beszéli első nyelvként, és kb. 90%-a második nyelvként.
A szuahélit a parlamentben, az alsófokú bíróságokon és oktatási nyelvként az általános iskolában  használják. Az angol nyelvet használják a külkereskedelemben, a diplomáciában, a felsőfokú bíróságokon, valamint a közép- és felsőoktatásban oktatási nyelvként használják; de a tanzániai kormány azt tervezi, hogy megszünteti az angolt, mint elsődleges oktatási nyelvet.

### Vallási megoszlás
A lakosság 61%-a keresztény, 35%-a muszlim, a maradék törzsi ill. egyéb vallású. Más felmérés szerint keresztény 30%, muszlim 35%, hagyományos afrikai vallású 35% Zanzibár szinte teljes egészében muszlim.

## Gazdaság

### Általános adatok
Az elképesztő szegénysége és alapvető agrárius jellege ellenére Tanzánia azon afrikai államok közé tartozik, melyek lassú de stabil fejlődésen mennek át. A mezőgazdaság domináns strukturális és foglalkoztatási szerepe miatt, mindez csak fokozatos mértékben tud megmutatkozni, Tanzániában még mindig súlyos problémákat indukál a munkanélküliség, a szegénység, a területi egyenlőtlenségek, az infrastrukturális fejletlenség, a régió korábbi konfliktusos történelme, az ország nyugati részében élő menekültek, illetve a tőke- és szakemberhiány. A természeti erőforrások kihasználása ma is alapvetően pazarló, az azokból befolyó nemzeti bevételek aránytalanul alacsonyak, kiterjedt korrupciós hálózatok zabolázzák az állami és társadalmi javakat, valamint a nemzetközi segélyeket. A piacosítás és a kormányzati beruházásösztönző politika eredményei csak lassan transzformálódnak át általános életszínvonal emelkedéssé.
Az ország bruttó nemzeti összterméke (GDP) a Világbank várakozásai szerint 6,8%-kal nőhet 2018-ban, ezzel a növekedési ütemmel az adott évben a világ kilenc leggyorsabban fejlődő gazdaságai közé tartozik.

### Gazdasági ágazatok

#### Mezőgazdaság
Gazdaságának alapja a mezőgazdaság (kávé, tea, szizál, gyapot, kukorica,
dohány, manióka, szegfűszeg). Sokan a nomád állattenyésztésből élnek.

#### Ipar
Kis mennyiségben aranyat, ónt és drágaköveket bányásznak, gyémánt, sókitermelés.
2014-ben a főbb iparágak: mezőgazdasági termények feldolgozása (cukor, sör, cigaretta, szizálzsineg); bányászat (gyémánt, arany és vasérc), só, szóda; cementgyártás, kőolaj-finomítás, cipő-, ruházati ipar, faipar, műtrágyagyártás.

#### Kereskedelem
Főbb külkereskedelmi árucikkek:
- Export: arany, kávé, kesudió, gyapot, késztermékek
- Import: fogyasztási cikkek, mezőgazdasági gépek és berendezések, ipari nyersanyagok, kőolaj

Főbb kereskedelmi partnerek 2017-ben:
- Export:  India 21,8%,  Dél-afrikai Köztársaság 17,9%, Kenya 8,8%, Svájc 6,7%, Belgium 5,9%, a Kongói Demokratikus Köztársaság 5,8%, Kína 4,8%
- Import:  India 16,5%,  Kína 15,8%, Egyesült Arab Emírségek 9,2%, Szaúd-Arábia 7,9%, Dél-Afrika 5,1%, Japán 4,9%, Svájc 4,4%

## Közlekedés

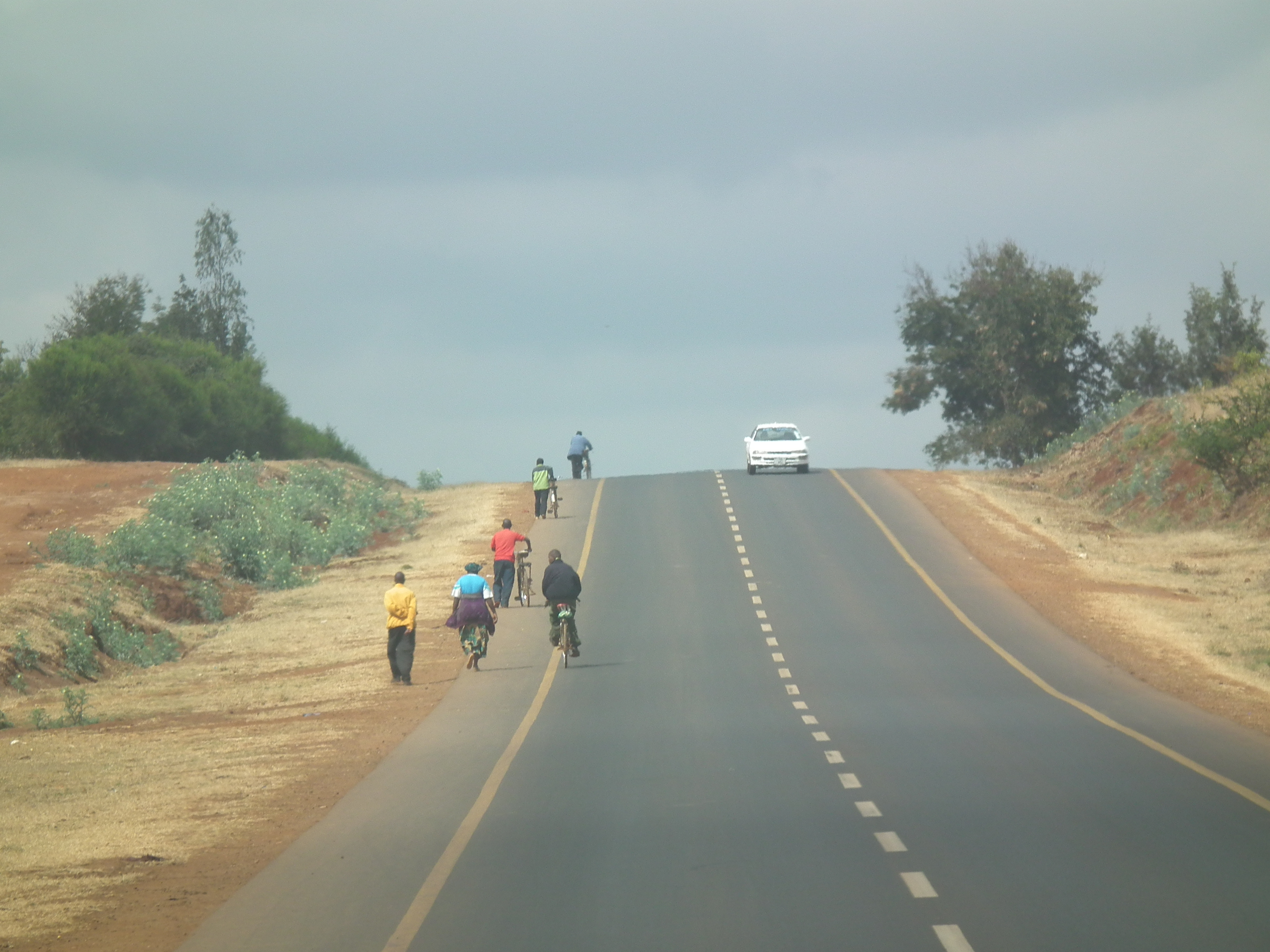
B144-es út

A közlekedés túlnyomó részt közúton zajlik, a teherszállítás 75%-a, a személyszállítás 80%-a.

### Közút
Az országban bal oldali a forgalom iránya. A közutak teljes hozza: 86.500 km, az utak gyakran igen rossz állapotban vannak.

### Légi
Az országban 4 nemzetközi reptér van:
- Dar es-Salaam International Airport (DAR)
- Kilimanjaro International Airport (JRO) Arusha és Moshi városok között
- Zanzibar Kisauni International Airport (ZNZ)
- Mwanza International Airport (MWZ)

További 100 kisebb reptér található az országban. A repülőterek infrastrukturális ellátása alacsony.

### Vasút
Tanzániában két vasúttársaság van, a vonalak össz hossza 3690 km. A vonalak egyik része a Tanzania Railways Limited tulajdona. A másik része a TAZARA (Tanzania Zambia Railways) tulajdona.
A Tanzania Railways Limited köti össze Dar es Salaam-ot Tanzánia középső és északi részével. A TAZARA biztosítja a vasúti kapcsolatot Dar es Salaam és Kapiri Mposhi között (rézbányászati terület Zambiában).
A vasúti közlekedés lassú, gyakori, hogy egyes járatokat törölnek, vagy azok jelentős késéssel közlekednek. A vasút műszaki biztonsága alacsony színvonalú, gyakoriak a balesetek.

## Telekommunikáció
| Hívójel prefix | 5H-5I |
| ITU zóna       | 53    |
| CQ zóna        | 37    |

## Kultúra

### Társadalom
Hagyományosan a család feje mindenkor a család legidősebb tagja. Akaratának mindenki engedelmeskedik. Rangban utána következnek a család többi férfitagjai, koruk szerint. A kis közösség nőtagjai és a gyermekek feltétlen engedelmességgel tartoznak a férfiaknak. A nők sorsa kemény, hiszen nemcsak a ház körül tevékenykednek, hanem rájuk hárul a földművelő munka nagy része is és az ő feladatuk a gyermeksereg gondozása is.
A gyerekek életük első éveit a legszorosabb anyaközelben töltik. Pár napos koruktól kezdve az anyjuk hátára vannak kötve egy kendőben. Édesanyjuk mindenhová magával viszi őket. Általában csak a kistestvér megszületése után kerülnek le az anyjuk hátáról, hogy az újszülötteknek adják át a helyüket. A testvérek ragaszkodnak egymáshoz és az idősebbek feladata, hogy gondját viseljék a kisebbeknek.

### Oktatási rendszer
Az országban több egyetem is található:
- University of Dar es-Salaam
- Sokoine University of Agriculture
- Hubert Kairuki Memorial University.
- Tumaini University (evangélikus tanítású)

### Kulturális világörökség
- Kilwa Kisiwani romjai és Songo Mnara romjai;
- Zanzibár kővárosa;
- Kondoa sziklarajzai.

### Művészetek

#### Zene

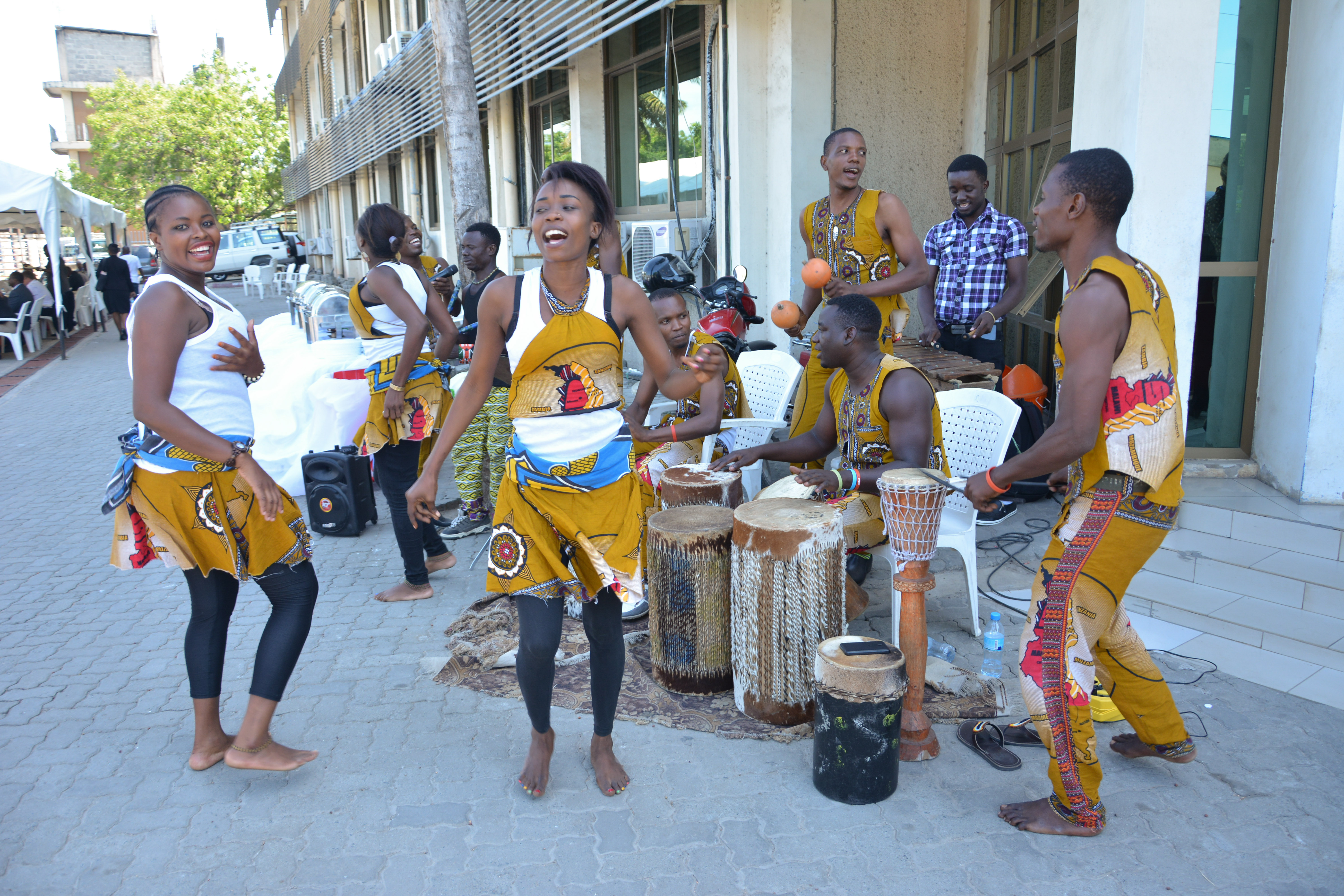
Városi ngoma csoport

A hagyományos zenének nagyon sokféle hangszere van, a legfontosabbak a dobok, a marimba ütős hangszer, amely leginkább a xilofonhoz hasonlítható, a konzervdobozokból készült csörgők és a kalimba.
A modern zene fő stílusai:
- Taarab. E zenei műfaj főleg a partvidék zenéje. Dobok, gitár, hegedűfélék hangja mellett a táncosok csörgőkkel és ütős, csattogató hangszerekkel (klávesz) jelennek meg.
- Dansi. Szuahéli nyelven: "muziki wa dansi", rövidítve "dansi" arra utal, hogy a népszerű tánczene az országban.
- Hiphop és bongo flava. A bongo flava a tanzániai hiphop zene, amely az 1990-es években alakult ki az amerikai hiphop, a reggae, a R&B, az afrobeat, és más helyi, hagyományos zenei stílusok keverékéből.
- Hotel pop. A nemzetközi turisztikai központokban, a turisták számára játszott örökzöld nemzetközi dalok újraírva.
- Reggae

Freddie Mercury, a Queen rockegyüttes egykori énekese és dalszerzője a tanzániai Zanzibáron született, de zenéjének nincs kapcsolata Tanzánia zenei hagyományaival.

### Gasztronómia
Az egyszerű emberek fő tápláléka a tápióka, kukoricakása, cirokkása, rizs, csapati (lapos kenyérféle). Ezekhez az asszonyok különböző levelekből készült sűrű főzelékféleséget tálalnak. A zsírt vagy olajat az őrölt földimogyoró vagy reszelt kókuszdió helyettesíti. Leginkább csak az ünnepi asztalra kerül hús, legtöbbször csirke, amit a magyar pörkölthöz egész hasonló módon készítenek el. Az igazán ünnepi alkalmakra nyílt parázs fölött egészben sült kecske vagy birka dukál, de ezt ritkán engedhetik meg maguknak. Sokféle fűszert használnak, ezek közül a méregerős paprika a legközkedveltebb. Táplálkozásukat a rengeteg nyersen fogyasztott gyümölcs egészíti ki. A zöldségfélék közül legelterjedtebb a tápióka, édesburgonya, jamszgyökér, de népszerű a bab, zöldborsó, káposzta, paradicsom, sárgarépa is.

## Turizmus

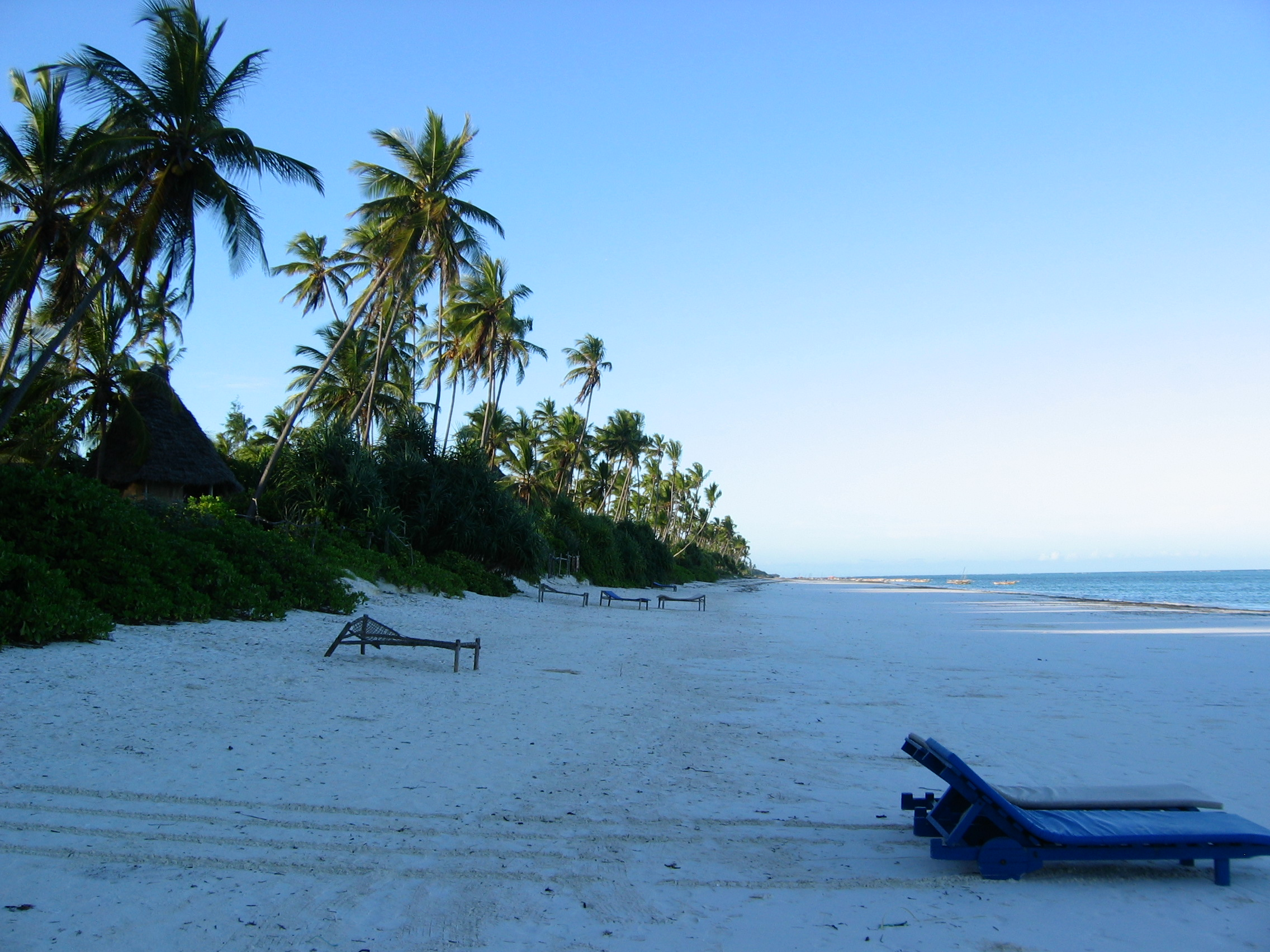
Zanzibár óceánparti képe

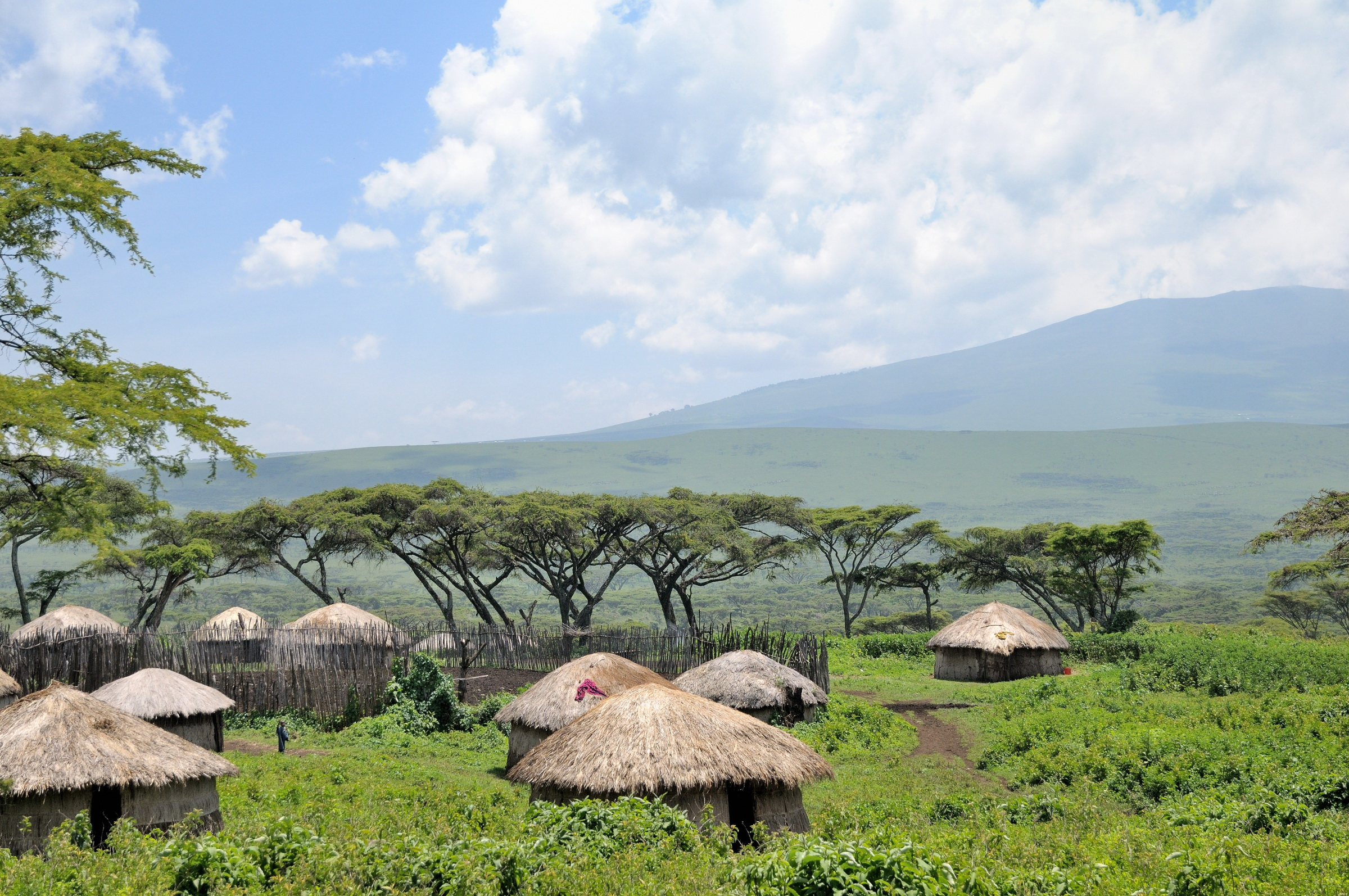
Maszáj boma a Ngorongoro Természetvédelmi Területen

Tanzánia az afrikai szafarik egyik leglátogatottabb turisztikai célpontja. Földterületének kb. 38 százaléka hivatalosan védett terület, ahol a 21. század elején 17 nemzeti park, 29 vadrezervátum, 40 ellenőrzött természetvédelmi terület és tengeri park található.
A Kalambo-vízesés, amely a Kalambo-folyón, a zambiai határnál található, Afrika második legmagasabb, megszakítás nélküli vízesése.
A turisták túlnyomó része Zanzibárt látogatja meg, vagy a Tanzánia északi részén található természetvédelmi parkokat.

### Főbb látnivalók
- Zanzibár
- Serengeti Nemzeti Park
- Kilimandzsáró Nemzeti Park
- Ngorongoro Természetvédelmi Terület
- Selous Vadrezervátum
- Kilwa Kisiwani és Songo Mnara romjai

### Egészségügyi kockázatok
Jelentős az ebola, továbbá a malária és HIV veszély.

## Ünnepek
| dátum     | név                         | megjegyzés                                                   |
| --------- | --------------------------- | ------------------------------------------------------------ |
| Jan 1     | Újév                        |                                                              |
| Jan 12.   | Zanzibári forradalom napja  | A zanzibári szultán bukásának évfordulója, 1964              |
| változó   | Mawlid                      | Mohamed próféta születésnapja                                |
| változó   | Nagypéntek                  | Jézus Jézus halálának emléknapja                             |
| Márc/Ápr. | Húsvéthétfő                 |                                                              |
| Ápr. 7.   | Abeid Amani Karume-nap      | Abeid Karume meggyilkolásának emléknapja                     |
| Ápr. 26.  |                             | Zanzibár és Tanganyika egyesülésének napja, 1964 (Union Day) |
| Máj. 1.   | A munka ünnepe              |                                                              |
| Júl. 7.   | Saba Saba (munkanap)        | A parasztok napja, Tanzánia első pártjának megalapítása      |
| Aug. 8.   | Nane Nane                   |                                                              |
| Okt. 14.  | Nyerere-nap                 | Julius Nyerere halála                                        |
| változó   | A böjt megtör. ünnepe       | A ramadán vége (Īd al-fitr)                                  |
| változó   | Áldozati ünnep (Īd ul-Adha) | muszlim ünnep                                                |
| Dec. 9.   | Függetlenség                | Tanganyika függetlensége az Egyesült Királyságtól, 1961      |
| Dec. 25.  | Karácsony                   | Jézus születése                                              |
| Dec. 26.  | Karácsony másnapja          |                                                              |